# Juan Carlos Letelier
Juan Carlos Letelier Pizarro (Valparaíso, 20 maggio 1959) è un ex calciatore cileno, di ruolo attaccante.

## Carriera
Conta 57 presenze e 18 gol con la Nazionale di calcio cilena tra il 1979 e il 1989.

## Palmarès
- Campionato cileno: 2

Cobreloa: 1982, 1986
- Campionato peruviano: 2

Universitario: 1992
Sporting Cristal: 1994